# CFTR
CFTR, acrónimo de Cystic fibrosis transmembrane conductance regulator (regulador de la conductancia transmembrana de la fibrosis quística) es el nombre de una proteína que se encuentra en las membranas celulares de los tejidos animales que llevan a cabo actividad exocrina, como: las glándulas sudoríparas, el páncreas, intestino y el riñón. 
Su función principal consiste en facilitar el transporte activo de iones de cloro hacia el exterior de la membrana celular y así, controlar la viscosidad del mucus secretado. En la enfermedad genética conocida como fibrosis quística (FQ) o mucoviscidosis, el gen que codifica la proteína CFTR presenta una mutación que ocasiona una disfunción del canal, y por consiguiente una alteración de las concentraciones de cloro y sodio en las secreciones corporales.

## Estructura
La proteína CFTR está compuesta por una larga y única cadena de 1480 aminoácidos dispuestos en 5 dominios: dos dominios transmembrana (transmembrane domain; TMD1 y TMD2), dos dominios de unión a nucleótidos (nucleotide-binding domains; NBD1 y NBD2) y un gran dominio regulador hidrofílico (R). Los extremos terminales N y C de la proteína son citoplasmáticos.

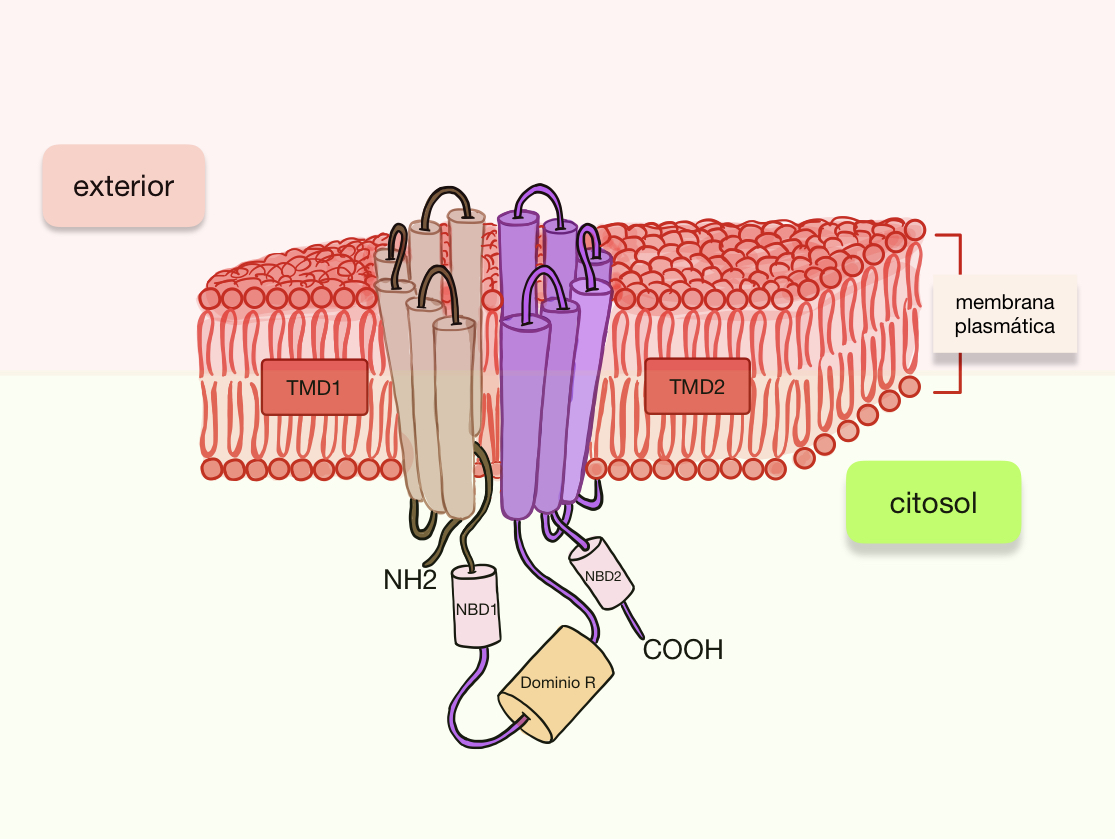
Estructura de la proteína CFTR.

Cada dominio transmembrana (TMD1 y TMD2) presenta seis hélices alfa, dispuestas en forma de canal delimitado por los 12 segmentos transmembrana que computan en total. Todos ellos están conectados entre sí mediante bucles extracelulares (ECL) e intracelulares (ICL).
El dominio R, formado por más de 400 aminoácidos y codificado por el axón 13, está situado en el citoplasma entre los complejos NBD1 y NBD2. No tiene una estructura terciaria propia. En su interior contiene múltiples residuos cargados de serina o treonina por lo que son potencias de fosforilación para proteínas quinasas. Entre ellas, se incluyen la proteína quinasa A y la proteína quinasa C. El NBD1 es un lugar para la unión e hidrólisis de ATP; el NBD2 también puede servir como enlace al ATP. Mientras que los dominios NBD son universales entre los transportadores ABC, el dominio R es exclusivo de la CFTR.
Dicha estructura clasifica la CFTR dentro de la familia de proteínas transmembranas ABC (ATP-binding cassette), en la subfamilia C (funcionalmente asimétricos), que se asocian al transporte de iones mediante la hidrólisis de ATP.
Por técnicas de hibridación, capaces de detectar el ARNm-CFTR, se demostró que esta proteína se expresa en la superficie epitelial y células de las glándulas de la vía aérea, en las vías biliares, glándulas sudoríparas y sistema genito-urinario.

## Metabolismo
La biosíntesis de la cadena polipeptídica CFTR comienza en los ribosomas citosólicos que poseen un péptido señal (SS). Este SS es reconocido por el Signal Recognition Response (SRP), el cual se une a su receptor (R-SRP), situado en la membrana del retículo endoplasmático (RE), para abrir el translocon (complejo Sec61). La cadena polipeptídica de CFTR se introduce, entonces, de manera co-traduccional en la membrana del RE. A medida que se inserta, se glucosilan los grupos N y tiene lugar la adición de un par de chaperonas Hsc70/Hdl-2, importantes en el proceso de plegamiento. A continuación, la cadena polipeptídica se traslada al aparato de Golgi, donde será de nuevo glucosilada para avanzar a la zona apical de la membrana plasmática.

## Gen CFTR

Situación del gen CFTR en el cromosoma 7 humano

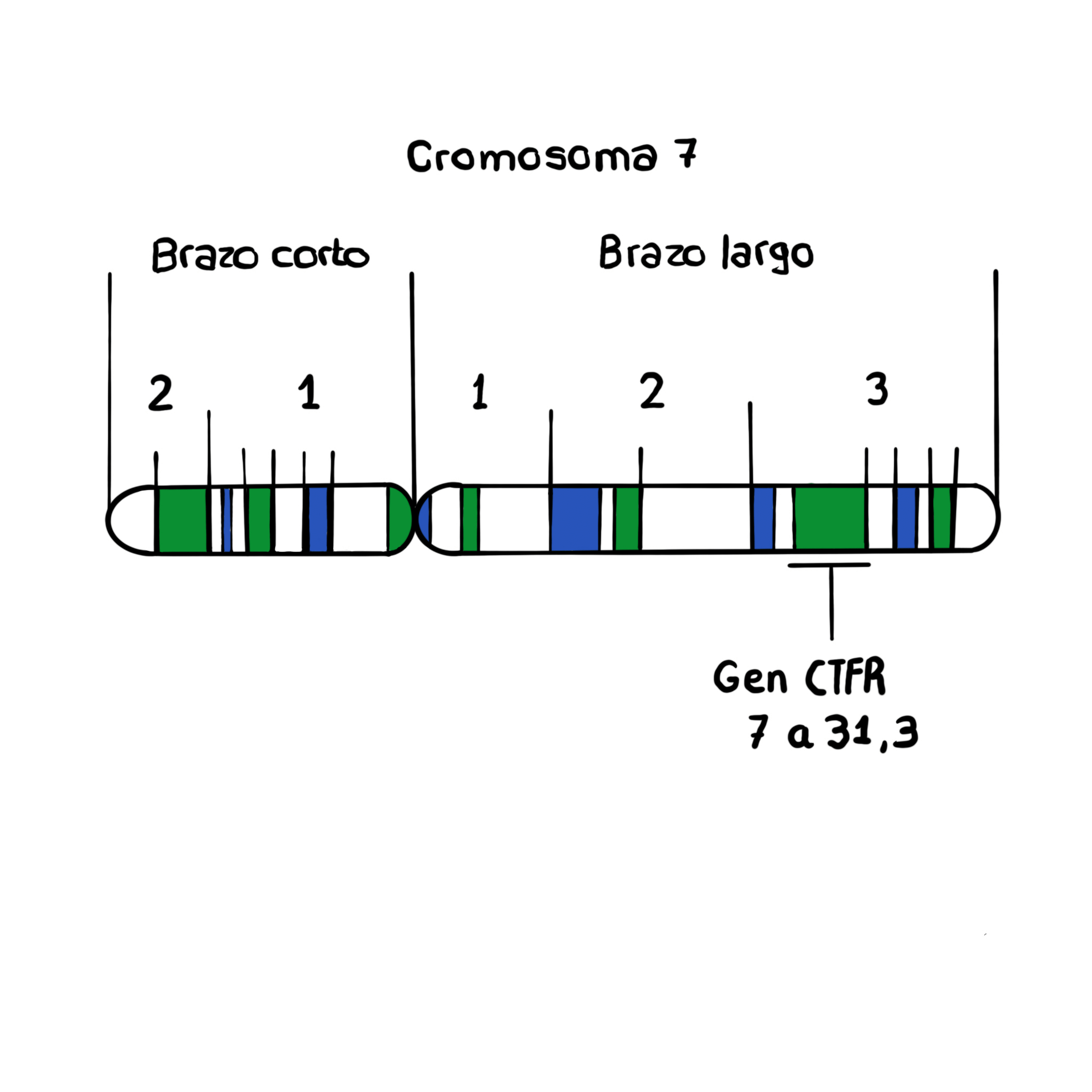
Cromosoma 7, gen CFTR

El gen ''CFTR'', también conocido por las siglas ABCC7. Codifica para un canal de transporte selectivo de iones y agua, el cual es activado por fosforilaciónque es dependiente de cAMP, PKA, PKC y ésteres de forbol. Este canal se traduce en la proteína de CFTR (Regulador de la conductancia transmembrana) en la célula de ciertos tejidos concretos.
Este gen fue identificado en 1989 y aún hoy en día no se conocen con exactitud los mecanismos reguladores para su expresión.
El gen se encuentra definido en el brazo largo del cromosoma 7,del genotipo humano, más concretamente en la región 3, sección 1.3 (loqus 7q31.2).Abarca 250 kb de ADN, contiene 27 exones (secuencias codificantes),26 intrones y se extiende entre el par de bases 116.907.253 y el 117.095.955. Sin embargo, tras su transcripción, generalmente, se expresa en un ARNm de 6,5kb que se constituye en 4.400 nucleótidos,que codifican una proteína de 1.480 aminoácidos con un peso molecular de 170kDa.
Cabe destacar la particularidad de presencia de diversos puntos de inicio de transcripción ''open reading frame'', la presencia de procesos de regulación altamente complejos,y los diversos mecanismos de empalme en la síntesis de ARNm,que confieren en la síntesis de una amplia variedad de isoformas del gen con características fisiológicas dependientes del proceso y desarrollo concreto. (relación gen- tejido- especificidad de desarrollo).
En el patrón genético; cada individuo hereda dos alelos del gen codificantes para el carácter de la proteína canal. La fibrosis quística  (FQ) clásica sigue un patrón autosómico recesivopor lo que para padecer la enfermedad se deben heredar los dos alelos mutados.
Actualmente, se conocen más de 1900 mutaciones, con mayor predominancia de la condición ΔF508 en caucásicos.

## Funciones de CFTR
La proteína canal CFTR es más bien conocida por su función principal de regular el transporte de iones cloruro Cl− entre los medios extra e intracelular. Aun así, estudios de la proteína como sí, y de sus consecuencias sobre el organismo cuando es disfuncional han permitido a los científicos descubrir que sus funciones eran mucho más diversas. 

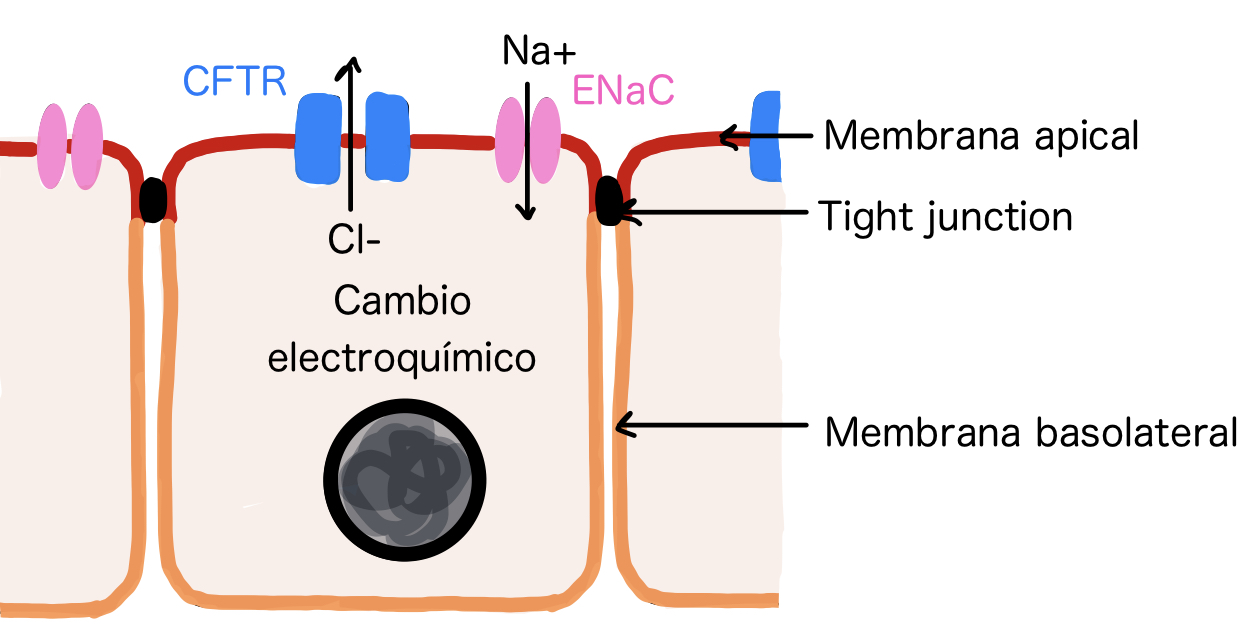
Al entrar el Na^{+} por el canal ENaC, se produce un cambio electroquímico en la célula, permitiendo a los iones cloruro salir de la célula por el canal CFTR, y así, se puede regular la viscocidad del mucus epitelial.

### CFTR como canal cloruro
La función principal de CFTR es regular las concentraciones de Cl− , mediante su transporte a través del canal. CFTR tiene un papel muy importante en los pulmones, pero también se encuentra en las membranas apicales epiteliales de las membranas alveolares, del tracto respiratorio superior, del páncreas, del hígado, de la vesícula biliar, de los intestinos, de las glándulas sudoríparas y del tracto reproductivo. Es esencial en el balance osmótico del mucus y de su viscosidad, alterando su concentración en cloruro para mantenerla siempre adecuada. Así, CFTR regula el aclaramiento mucociliar de todos esos órganos.,
Es un canal estimulado por los cambios electroquímicos de la membrana.La concentración intracelular de Cl− es superior a la extracelular, que va determinada por su potencial electroquímico. El cloruro entra por el canal según los gradientes electroquímicos del sodio (Na+) y del potasio (K+), generados por las bombas de Na+ y K+, también denominadas NaK-ATPasas.

### CFTR: interacción y regulación de otros canales
Se ha demostrado que CFTR interacciona con el canal de sodio, ENaC (Epithelial Na Canal). Esta interacción induce la reabsorción de sodio, que es sucesivamente reexplusado por las bombas de Na+ y K+. Este movimiento genera una alteración en el gradiente electroquímico de la célula, favorable a la absorción del Cl− en esta misma mediante el canal CFTR, para equilibrar las cargas alteradas. Así, se difunden los iones cloruro dentro de la célula o en su exterior.,
La secreción o absorción de cloruro por las células del epitelio respiratorio depende del gradiente electroquímico como hemos dicho anteriormente, pero también de la regulación del ENaC que se puede realizar mediante factores extracelulares, como :
- Por la presencia de una proteína secretada, la SPLUNGC1 (Short Palate Lung and Nasal Epithelial Clone 1), que inhibe la función del ENaC en pHs más o menos neutros.
- Con el transporte de hidrogenocarbonato (HCO3-), que asegura un pH neutro para el buen control del ENaC descrito anteriormente. Se ha visto que en casos de Fibrosis Quística, este transporte de HCO3- es alterado, lo que acidifica el pH extracelular y los SPLUNGC1 no bloquean la acción de los ENaC, provocando la hiperabsorción de Na+, y así, una alteración de la viscosidad de la mucosa.
- Las proteasas activan los canales ENaC, y así incrementan la absorción de Na+. La mucosa se ve regulada en términos de concentraciones. Cuando la capa de líquido en la superficie de los alvéolos pulmonares disminuye demasiado, el cuerpo aumenta la concentración de inhibidores de proteasas, lo cual permite la disminución de transporte de sodio. Hay así un exceso de cargas, produciendo una mayor secreción de Cl- para reequilibrarlas, permitiendo la recomposición del líquido.
- CFTR también regula la actividad de otras proteínas como el canal de cloruro de rectificación saliente (ORCC), o las conexinas. Aunque que falten detalles y estudios para poder entender plenamente el papel que tiene nuestra proteína en las interacciones con otros canales y sus diferentes consecuencias, se puede suponer que juega un papel en la actividad de estas otras proteínas, ya que se ha visto que en casos de Fibrosis Quística sus actividades se veían alteradas por la disfunción del CFTR.[10]

### CFTR en las glándulas sudoríparas
Las glándulas sudoríparas ecrinas son compuestos que se encargan de producir el sudor y de secretarlo en la superficie de la piel. Está constituido por agua y sales minerales (sodio, potasio, magnesio...), entre otros componentes orgánicos, Se ha descubierto que, a la diferencia de las células epiteliales, que solo presentan proteínas CFTR en sus membranas apicales, las glándulas sudoríparas poseen estos canales por toda su membrana, tanto en su lado apical como en su lado basolateral. Así, gracias al CFTR, junto con el ENaC, se absorben y secretan sales de concentraciones reguladas. El sudor normal está constituido por 10 a 90 mmol/L de sodio, y también por 10 a 90 mmol/L de cloruro concentraciones aseguradas por el canal CFTR.

### CFTR e iones hidrogenocarbonatos (HCO3-)
La relación del canal CFTR y el transporte de iones hidrogenocarbonatos HCO3- no está muy bien establecida. Pero se ha detectado que CFTR está también involucrado en el transporte de este ion, importante para el líquido superficial de la vía aérea, y la homeostasis del pH. En consequencia, el ion bicarbonato tiene un papel en la viscosidad del mucus y en el sistema inmunitario innato, regulando o alterando el pH de la célula. Pero estudios más profundos serían necesarios para entender la complexidad de la relación que une el CFTR al anión bicarbonato.//

### CFTR y metabolismo de lípidos
Se ha visto que el CFTR también estaba involucrado en el metabolismo de los lípidos, los principales componentes de las membranas celulares. Debido a su posición intermembranal, existen interacciones entre el CFTR y la membrana. La naturaleza del rol que tiene el CFTR en el procesamiento de los lípidos aún queda por clarificar, pero el disfuncionamiento del CFTR en caso de Fibrosis Quística genera un aumento de la concentración de colesterol en las membranas plasmáticas, disminuyendo su concentración en el plasma. Se produce así un defecto inherente del colesterol intracelular, relacionado con el canal CFTR, lo cual da a pensar que existe una relación entre CFTR y lípidos aún por descubrir.

## Mutaciones
A menudo, el gen donde se sitúa la proteína CFTR puede estar mutado, es decir, no trabaja adecuadamente y, por lo tanto, envía mensajes erróneos a las células, evitando así que el cuerpo funcione correctamente. Una mutación en el gen que codifica la proteína CFTR causa una alteración en el equilibrio de la sal y el agua en un organismo, por consecuencia causa la deshidratación de las secreciones, como la mucosa y los jugos digestivos, y la enorme disminución de sal en el sudor.
Las mutaciones en esta proteína se ha clasificado en seis clases según las consecuencias en su estructura y función.

### Clase I: Defecto en la síntesis de la CFTR

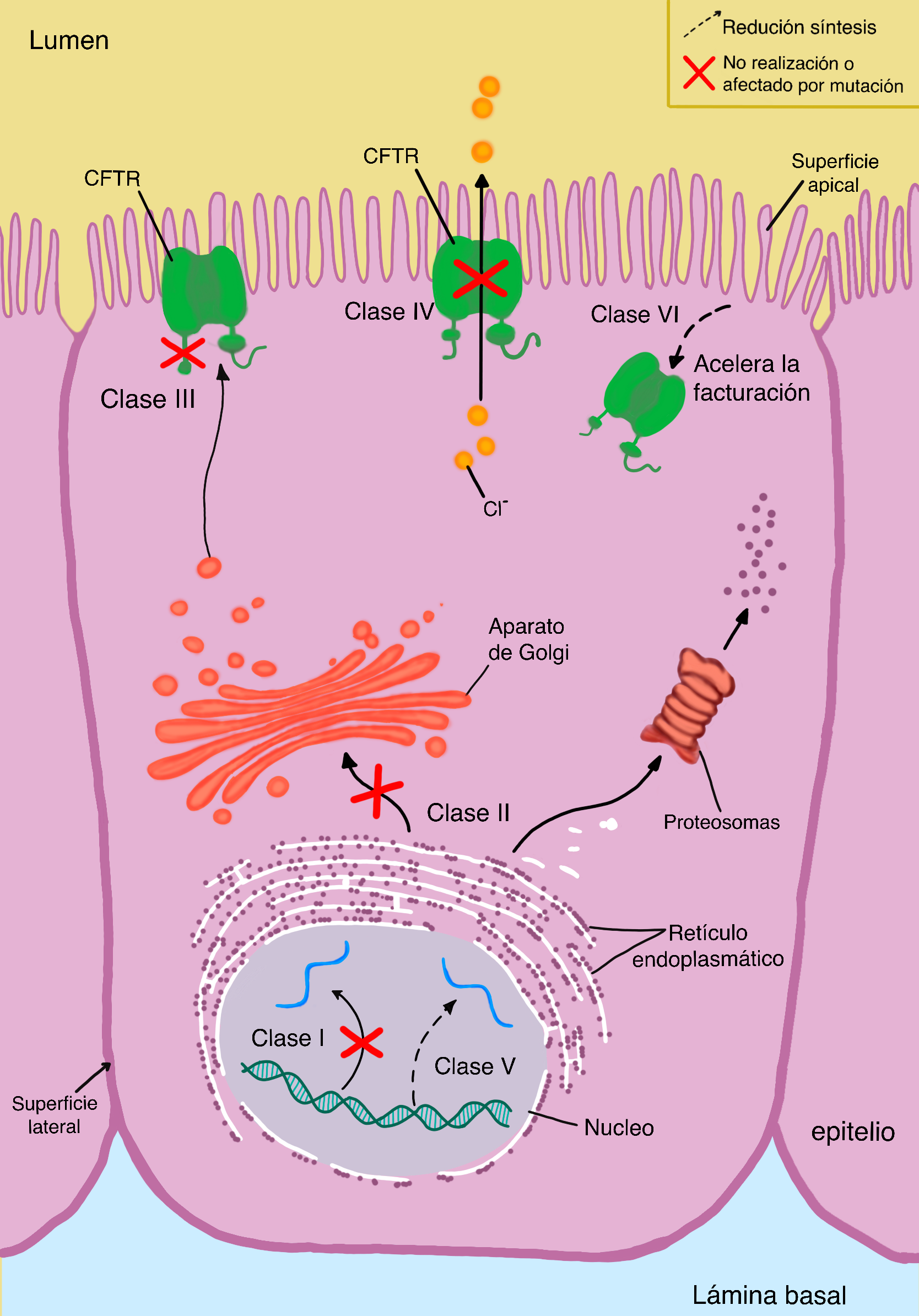
Clase de defectos en el gen cftr: Ausencia de síntesis (clase I); defecto de la maduración de la proteína y degradación prematura (clase II); desorden en la regulación, como la disminución de la unión a ATP e Hidrólisis (clase III); defecto en la conductancia del cloro (clase IV); reducida síntesis de CFTR (clase V); y una acelerada expulsión de la proteína de la superficie celular (clase VI)

El defecto de la síntesis de la CFTR es debido a la presencia de codones de terminación prematura en el ARNm. Esto resulta en la producción inestable de un ARNm inestable o una proteína trucada. Estas mutaciones son responsables de alrededor del 5-10% de las mutaciones del gen CFTR, ejemplificadas por la G542X. 
En pacientes con estas mutaciones, se observa una ausencia de la proteína CFTR en la membrana apical de las células, lo que significa que se producen pocos o ningún canal de cloro. Esto tiene un impacto significativo en las funciones respiratorias.

### Clase II: Defecto en el procesamiento
La mutación de tipo II se basa en la retención de la proteína en el retículo endoplasmático y su posterior inducción a la degradación.Esto es debido a anomalías en el proceso de glicosilación y plegamiento de la proteína que la llevan a adoptar una configuración terciaria anormal. Es por ello que el control de calidad de la célula actúa contra esta, o bien, la posiciona de manera parcial en la membrana.
El defecto de procesamiento puede darse a lo largo de todo el gen CFTR y se relaciona con un fallo en la maduración de la proteína, sobre todo, con mayor afectación sobre el dominio NBD1.
Dentro de este grupo se encuentra la mutación más frecuente que es la ΔF508 además de la N130K, 1570del, R1066C y la G85E con grandes relevancias clínicas.

### Clase III: Defecto en la regulación
La regulación de la proteína CFTR se ve afectada, ya que impiden la fosforilación y la unión con el ATP dificultando la activación del canal de cloro. A pesar de que la proteína se produce y se inserta en la membrana apical de la célula, no funciona correctamente en términos de regulación. Al realizarse la mutación, se efectúa la hidrólisis de los dominios NBD1 y NBD2 necesitados en la activación del canal y estas alteraciones en el dominio NBD1 puede tener efectos en otros canales como el ORCC y el canal de potasio ROMK2+. 
Un ejemplo de la mutación de clase III es la G551D, que reulta en una proteína CFTR presente en la membrana apical pero no funcional.

### Clase IV: Defecto en la conductancia
Este tipo de mutaciones se ubican mayormente en el dominio MSD1, esencial en la formación del canal de cloro. A pesar de que la proteína CFTR se produce, procesa y se inserta en la membrana apical, la conductancia a través del canal se ve afectada. Sin embargo, estas mutaciones retienen cierta función residual.
Por lo tanto, se puede decir que en la membrana apical se presenta una cantidad normal de CFTR, pero hay una disminución en el trasporte de cloro a través del canal.
Algunos ejemplos comunes son la R117H, R347P y R334W.

### Clase V: Defecto parcial en la producción o en el procesamiento
En las mutaciones de clase V hay una síntesis reducida de CFTR, lo que disminuye la cantidad de CFTR activa en la membrana apical. Estas mutaciones pueden estar vinculadas a problemas en el promotor o en el transporte de la proteína. Esto afecta principalmente a órganos muy sensibles a la falta de CFTR, no solo en pacientes con fibrosis quística, sino también en aquellos con enfermedades mono sintomáticas.
Algunos ejemplos son 2789+5G→A y 3849+10kbC→T.

### Clase VI: Defecto en la regulación de otros canales
En este caso, se trata de una agrupación de mutaciones que influyen a las propiedades reguladoras del CFTR con respecto a otros canales de iones como el ORCC o el ENAC.
| Mutación     | Frecuencia | (%)   |
| ------------ | ---------- | ----- |
| ΔF508        | 28.948     | 66    |
| G542X        | 1.062      | 2,4   |
| G551D        | 717        | 1,6   |
| N1303K       | 589        | 1,3   |
| W1282X       | 536        | 1,2   |
| R553X        | 322        | 0,7   |
| 621+1G→T     | 315        | 0,7   |
| 1717-1G→A    | 284        | 0,6   |
| R117H        | 133        | 0,3   |
| R1162X       | 125        | 0,3   |
| R347P        | 106        | 0,2   |
| 3849+10kbC→T | 104        | 0,2   |
| ΔI507        | 93         | 0,2   |
| 394delTT     | 78         | 10-30 |
| 3905insT     | 38         | 6-17  |

### Mutación en ΔF508

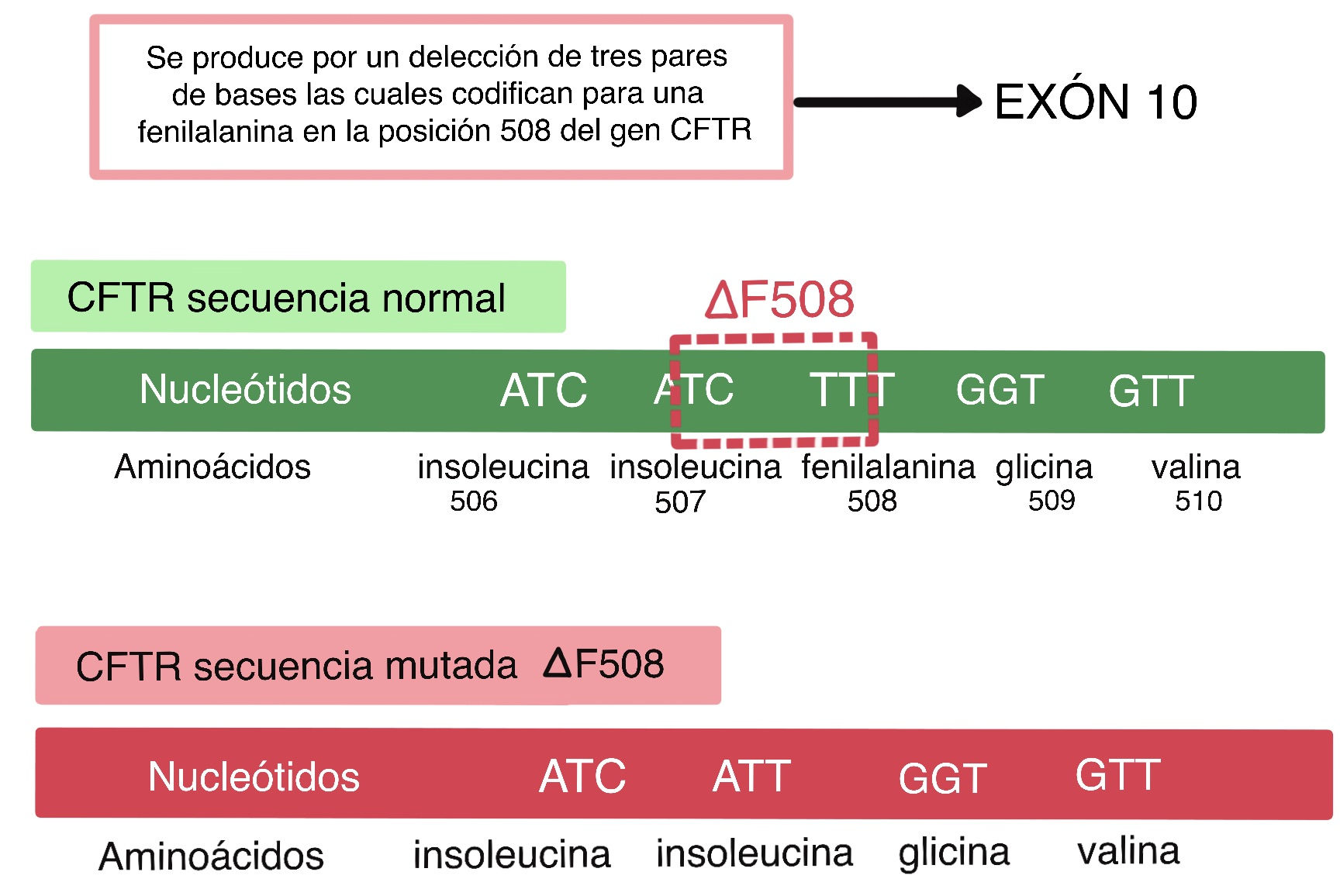
Ubicación de la Mutación ΔF508.

De entre las más de mil mutaciones que se han descrito, la más habitual es la ΔF508, que tiene lugar por la deleción de 3 pares de bases en el gen, lo cual ocasiona la pérdida del aminoácido fenilalanina en la posición 508 de la proteína. Las personas afectadas por esta mutación padecen fibrosis quística (FQ). Esta enfermedad se desarrolla si los progenitores son portadores del gen mutado (ΔF508) y su descendiente herede las dos copias del gen de la proteína CFTR mutantes. A pesar de que aproximadamente 242 de las mutaciones de esta proteína pueden desarrollar esta enfermedad, la mayoría son raras de encontrar.
Otra enfermedad menos conocida originada por una mutación diferente es la ausencia bilateral congénita de conductos deferentes, la cual causa azoospermia y esterilidad en varones.

## Relevancia Clínica
Dentro del campo diagnóstico de la FQ no existía una prueba totalmente fiable para la detección de alguna anomalía en referencia a la proteína CFTR por lo que se desarrolló el estudio de una prueba funcional que fuese sensible a los cambios. Esta prueba denominada DPN se basa en la disposición de electrodos con la finalidad de medir la diferencia de potencial del epitelio nasal y es capaz de evaluar la funcionalidad de la proteína canal.
Las personas que padecen de FQ presentan valores elevados en el diagnóstico prenatal (DPN) y respuestas patológicas en relación con el aparato bronquial, más no en la eliminación de bicarbonato (HCOɜ-).
Cabe destacar la posible utilidad de esta prueba en la detección de otras enfermedades no asociadas directamente a la mutación del gen en cuestión, revelando casos significativos de enfermedad pancreática e infertilidad.
El conocimiento actual sobre la proteína CFTR y su secuenciación, ha permitido la implementación de medicina de precisión en el ámbito patológico de la FQ. Mediante el uso de fármacos moduladores que se basan en mejorar o restaurar la función y estabilidad del gen defectuoso. Existen 5 tipos según la mutación que intentan corregir:
| Tipo de Modulador  | Mutación | Efecto |
| ------------------ | -------- | --- |
| Potenciadores      | III, IV  | Restauran o amplifican la apertura del canal permitiendo así la conductancia                                                  |
| Correctores        | II       | Corrigen el plegamiento y la conformación de la proteína                                                                      |
| Estabilizadores    | VI       | Anclan la proteína a la membrana celular para evitar su degradación                                                           |
| Agentes de lectura | I        | Permiten la integración de un aminoácido mediante la sobre-lectura de un codón para conducir una transcripción normal del gen |
| Amplificadores     | V        | Aumentan la síntesis de CFTR promoviendo más cantidad de mRNA específico.                                                     |